# NGC 4506
NGC 4506 (również PGC 41546 lub UGC 7682) – galaktyka spiralna z poprzeczką (SBa), znajdująca się w gwiazdozbiorze Warkocza Bereniki. Odkrył ją William Herschel 14 stycznia 1787 roku. Należy do Gromady w Pannie.